# Борисенко Максим Вячеславович
Максим Вячеславович Борисенко (25.03.2001—01.03.2022) — солдат Збройних Сил України, учасник російсько-української війни.

## Життєпис
Народився 25 березня 2001 року в місті Охтирка Сумської області.
Військову службу проходив у 91 окремому Охтирському полку підтримки.
Приймав безпосередню участь в Операції об'єднаних сил у 2021-2022 роках. З початку повномасштабного вторгнення російської федерації 24 лютого 2022 року приймав безпосередню участь в обороні м. Охтирка
Загинув 1 березня 2022 року в районі міста Охтирка.

## Нагороди та вшанування
- Орден «За мужність» III ступеня[1].
- «Почесний громадянин міста Охтирки»[2]